# Charles Shyer
Pour les articles homonymes, voir Shyer.
Charles Shyer est un scénariste, réalisateur et producteur américain né le 11 octobre 1941 à Los Angeles (Californie) et mort le 27 décembre 2024 dans la même ville.

## Filmographie
Sauf indication contraire, les informations mentionnées dans cette section peuvent être confirmées par la base de données cinématographiques IMDb,  présente dans la section « Liens externes ».

### Réalisateur
- 1975 : The Odd Couple (en) (série télévisée) - 1 épisode
- 1984 : Divorce à Hollywood (Irreconcilable Differences)
- 1987 : Baby Boom
- 1991 : Le Père de la mariée (Father of the Bride)
- 1994 : Les Complices (I Love Trouble)
- 1995 : Le Père de la mariée 2 (Father of the Bride Part II)
- 2001 : L'Affaire du collier (The Affair of the Necklace)
- 2004 : Irrésistible Alfie (Alfie)
- 2006 : Him and Us (téléfilm)
- 2014 : How Divine! (téléfilm)
- 2022 : Le Journal de Noël (The Noel Diary)

### Scénariste
- 1970 : Barefoot in the Park (série TV) - 2 épisodes
- 1971 : The Odd Couple (en) (série TV) - 2 épisodes
- 1971 : The Partridge Family (série TV) - 1 épisode
- 1971-1972 : Getting Together (série TV) - 14 épisodes
- 1973 : Lady Luck (téléfilm) de James Komack
- 1975 : Let's Switch! (téléfilm) d'Alan Rafkin
- 1976 : Happy Days (série TV) - 1 épisode
- 1977 : Cours après moi shériff (Smokey and the Bandit) de Hal Needham
- 1978 : Appelez-moi docteur (House Calls)
- 1978 : En route vers le sud (Goin' South) de Jack Nicholson
- 1980 : La Bidasse (Private Benjamin) de Howard Zieff
- 1984 : Divorce à Hollywood (Irreconcilable Differences)
- 1984 : Protocol de Herbert Ross
- 1986 : Jumpin' Jack Flash de Penny Marshall (crédité J. W. Melville)
- 1987 : Baby Boom de lui-même
- 1988-1989 : Baby Boom (série télévisée) (également cocréateur)
- 1991 : Le Père de la mariée (Father of the Bride)
- 1992 : Banco pour un crime (Once Upon a Crime…)
- 1994 : Les Complices (I Love Trouble)
- 1995 : Le Père de la mariée 2 (Father of the Bride Part II)
- 1998 : À nous quatre (The Parent Trap) de Nancy Meyers
- 2004 : Irrésistible Alfie (Alfie)
- 2022 : Le Journal de Noël (The Noel Diary)
- 2023 : Bonjour l'esprit de Noël (Best. Christmas. Ever!) de Mary Lambert

### Producteur
- 1970-1971 : The Odd Couple (en) (série TV) - 24 épisodes (producteur associé)
- 1973 : Cops (court métrage TV) de Jerry Belson
- 1980 : La Bidasse (Private Benjamin) de Howard Zieff
- 1988-1989 : Baby Boom (série télévisée) - 13 épisodes
- 1998 : À nous quatre (The Parent Trap) de Nancy Meyers
- 2001 : L'Affaire du collier (The Affair of the Necklace) de lui-même
- 2004 : Irrésistible Alfie (Alfie) de lui-même
- 2016 : Woven de Nagwa Ibrahim et Salome Mulugeta
- 2023 : Bonjour l'esprit de Noël (Best. Christmas. Ever!) de Mary Lambert